# Magny-Danigon
Magny-Danigon – miejscowość i gmina we Francji, w regionie Burgundia-Franche-Comté, w departamencie Górna Saona.
Według danych na rok 1990 gminę zamieszkiwały 344 osoby, a gęstość zaludnienia wynosiła 46 osób/km² (wśród 1786 gmin Franche-Comté Magny-Danigon plasuje się na 420. miejscu pod względem liczby ludności, natomiast pod względem powierzchni na miejscu 606.).
W Magny-Danigon znajdowała się Kopalnia Węgla Kamiennego „Arthur-de-Buyer” - pierwsza kopalnia we Francji, która rozpoczęła wydobycie z głębokości przekraczającej 1000 m. 